# Hyper Sports
Hyper Sports, conosciuto in Giappone come Hyper Olympic '84 (ハイパーオリンピック'84?), è un videogioco sportivo arcade pubblicato e sviluppato da Konami nel 1984. È il secondo titolo di una serie dedicata alle Olimpiadi, che era iniziata l'anno prima con Track & Field: risulta meno incentrato sull'atletica rispetto al predecessore. Nel 1985 venne pubblicato anche per numerose piattaforme domestiche a 8 bit, perlopiù da Imagine Software, all'epoca già acquisita da Ocean Software.
La versione arcade giapponese è l'unica che mostra il logo ufficiale dei Giochi della XXIII Olimpiade del 1984 di Los Angeles sul volantino.

## Modalità di gioco
La modalità del gioco è molto simile a quella di Track & Field. Si affronta una serie di discipline olimpiche, nell'ordine prestabilito. Per superare una prova e passare alla successiva è necessario raggiungere il risultato minimo richiesto per la qualifica, altrimenti il gioco termina. Le competizioni sono:
- Nuoto (50 metri stile libero) - la piscina è vista dall'alto con scorrimento orizzontale; bisogna muovere rapidamente i controlli per prendere velocità, e nei momenti giusti, quando appare la scritta BREATH ("respirare"). Questa è l'unica gara in cui due giocatori possono partecipare in simultanea, altrimenti si gareggia alternati; è anche l'unica che prevede un solo tentativo per la qualificazione, mentre per tutte le altre sono contemplati 3 tentativi.
- Fossa olimpica - un tiro al piattello visto dalle spalle del tiratore, con bersagli in rapida successione. Due mirini si muovono automaticamente e il giocatore deve solo sparare nell'uno o nell'altro al momento giusto. Con molti centri consecutivi si guadagnano bonus, tra cui bersagli speciali e mirini più grandi.
- Volteggio - con visuale di profilo e scorrimento orizzontale verso destra, bisogna prendere velocità, saltare al momento giusto ed eseguire in aria più rotazioni possibili, ma cercando di atterrare poi in piedi.
- Tiro con l'arco - la visuale è dall'alto e i bersagli si muovono lungo il lato destro dello schermo dall'alto verso il basso, mentre l'arciere tira sempre verso destra. Prima si ha la possibilità di regolare il vento fermando un indicatore al momento giusto (se la freccia appare all'ingiù, il vento sarà a favore) altrimenti si avrà vento casuale; poi si controlla il momento del tiro e l'angolazione verticale.
- Salto triplo - la visuale è di profilo e lo scorrimento orizzontale: si deve cercar di prendere velocità e premere tre volte con tempismo il pulsante di salto.
- Powerlifting - il sollevatore è visto di profilo, un po' inclinato. Si possono selezionare varie classi di peso. Bisogna muovere rapidamente i controlli sia per sollevare, sia per mantenere la posizione per il tempo necessario, oltre a premere il pulsante al momento giusto per il passaggio al sollevamento sopra la testa quando la sbarra lampeggia.
- Salto con l'asta - con visuale di profilo e scorrimento orizzontale, la corsa è automatica e il giocatore deve scegliere i tempi giusti per l'abbassamento dell'asta e i movimenti sopra la sbarra.

Completate tutte le discipline si ricomincia daccapo, ma con obiettivi di qualifica più elevati.
Nella versione arcade ogni giocatore dispone solo di tre pulsanti per controllare ogni azione di gioco: due sono legati al movimento, e in buona parte delle discipline vanno premuti ripetutamente e rapidamente per acquistare velocità o potenza, mentre il terzo serve per azioni particolari.
L'elenco discipline sopra descritto si riferisce all'originale arcade. Nelle versioni Amstrad CPC, Commodore 64 e ZX Spectrum non è presente il salto con l'asta. Inoltre non è disponibile la modalità multigiocatore. Per MSX uscirono tre titoli separati, Hyper Sports 1, 2 e 3, ciascuno con tre o quattro discipline; nel complesso sono presenti alcune discipline in più, ovvero tuffi, ciclismo, curling, trampolino e sbarra, mentre manca il nuoto. Per Commodore 16 Hyper Sports uscì solo nella raccolta 4 Konami Coin-op Hits, anche in questo caso senza il salto con l'asta.